# 乌兰·洛桑加样僧格
乌兰·洛桑加样僧格（？—）原俗名海热，蒙古族，内蒙古自治区鄂尔多斯市鄂托克前旗昂素镇人，第十二世乌兰活佛。

## 生平
出生于内蒙古自治区鄂托克前旗昂素镇。2004年，第十一世乌兰活佛圆寂后，内蒙古自治区人民政府报经中央批准，同意按照藏传佛教仪轨转世。经第十一世乌兰活佛转世灵童寻访小组及指导小组的寻访，在全国人大常委会委员、中国佛教协会副会长嘉木样·洛桑久美·图丹却吉尼玛主持下，在北京雍和宫采用银盆选丸认定了鄂托克前旗的海热为第十一世乌兰活佛的转世灵童。转世灵童确认后，即授法名“洛桑加样僧格”。
2008年9月23日，在内蒙古自治区伊金霍洛旗吉祥福慧寺举行了坐床仪式，正式继任乌兰活佛。